# イオン化
イオン化（イオンか、英語: ionization）は、電離（でんり）とも言い、電荷的に中性な原子、分子、ないし塩を、正または負の電荷を持ったイオンとする操作または現象である。
主に物理学の分野では荷電ともいい、分子(原子あるいは原子団)が、エネルギー(電磁波や熱)を受けて電子を放出したり、逆に外から得ることを指す。（プラズマまたは電離層を参照）
また、化学の分野では解離ともいい、電解質が溶液中においてや融解時に、陽イオンと陰イオンに分かれることを指す。

## 概要
イオン化過程の一例をあげると、ある中性原子が電子(1個あるいは数個の価電子)を放出して、別の中性原子がこれを受け取る、電子の移動が起きる。電子を受け取った原子は負電荷に帯電して陰イオンとなり、電子を放出した方は正電荷に帯電して陽イオンとなる。このとき、ふたつのイオンが得た電荷量は、移動した電子の持つ電荷量(電気素量の整数倍)に等しく、符号は逆となり、和はゼロになる。
原子が電子を放出するには、原子核がクーロン力によって電子を電子軌道に束縛している力に匹敵するエネルギーが必要で、これをイオン化エネルギーと呼ぶ。
電子は光子を吸収したり、原子同士の衝突によりエネルギーを受け取って励起され、イオン化エネルギーを超えると軌道を離れて別の原子の軌道へ移動する。移動先の原子の電子軌道に入った電子は、励起エネルギー分のエネルギーを放出して安定化する。

### イオン化のしやすさ
溶液中でのイオン化傾向は、元素によってイオン化のしやすさに差があることを示している。原子の電子構造により安定化の度合いが異なるので、励起に必要なイオン化エネルギーの値や、電子を受けとる際の安定化エネルギーである電子親和力の値は、元素の種類やイオン化の進行状況の違いによってそれぞれ異なるエネルギー値をとる。
原子は、電子配置が閉殻(最外殻が満員)やオクテット(最外殻が8個)のとき最も安定する(化学反応しにくくなる)。中性原子でこれに該当するのが不活性元素であり、通常原子がイオン化する際に放出または受け取る電子の数は、イオンとなることでこの安定した配置を成立させられる数である(典型元素の場合)
例えば、アルカリ金属は陽イオンになりやすく、イオン化エネルギーも小さいが、これは不活性元素より電子が1つ多いため、+1価のイオンとなった方が安定するためである。反対にハロゲンやカルコゲンは陰イオンになりやすいが、これも不活性元素より電子が僅かに少ないことによる。

## 電子によるイオン化
放電によるガス(空気など)のイオン化など、分子に直接電子を撃ち込むとイオン化できる。いわゆるハードイオン化法（ハードなイオン化法）であり、フラグメンテーションが発生する。
質量分析法では熱電子衝撃法がよく利用され、化学イオン化法と対比される。
63Niなどの核放射による方法は、電子(ベータ線)によるイオン化だが、エネルギーによるイオン化でもある。

## エネルギーによるイオン化
光(主に紫外線やレーザー)などによって電子を励起させ、イオン化する（吸光）。いわゆるソフトイオン化法（ソフトなイオン化法）であり、フラグメンテーションが発生しない。
質量分析法では、他にも様々なエネルギーによるイオン化手法が用いられ、ソフトイオン化法のひとつであるマトリックス支援レーザー脱離イオン化法はノーベル賞に関する報道で一般にも知られていた。
このほか、トンネル効果によるイオン化も研究されている。

## 溶媒中のイオン化
極性溶媒中では、溶媒分子の配向による溶媒和が起きるため、イオン結合物質は容易にイオン化(解離)し、気相や非極性溶媒中よりも安定して存在する。溶媒分子を配位する場合はより安定化する。

## 結晶中のイオン化
イオン結晶は、イオン相互の静電的相互作用によってイオン結合し、正負の電荷が対を作って電気的に中性となることで規則正しい結晶構造を形成することで、全体的・均一に電荷が中和され安定化している。
このとき個々の原子は、中性分子のイオン化により電子配置が安定化する現象を、結晶構造内で実現している。
代表例である塩化ナトリウムでは、ナトリウムと塩素がイオン化して電子1つを授受した状態で交互に並ぶことで、電気的にも化学的にも安定している。